# Multimorbiditat
La multimorbiditat és la presència de dues o més malalties en un individu, generalment cròniques. Per exemple, una persona podria tenir diabetis, malaltia cardíaca i depressió alhora. La multimorbiditat pot tenir un impacte significatiu en la salut i el benestar de les persones. També representa un repte complex per als sistemes sanitaris que tradicionalment se centren en malalties individuals. La multimorbiditat pot afectar persones de qualsevol edat, però és més freqüent a edats avançades, afectant més de la meitat de les persones majors de 65 anys.